# Josef Ludvik Fischer

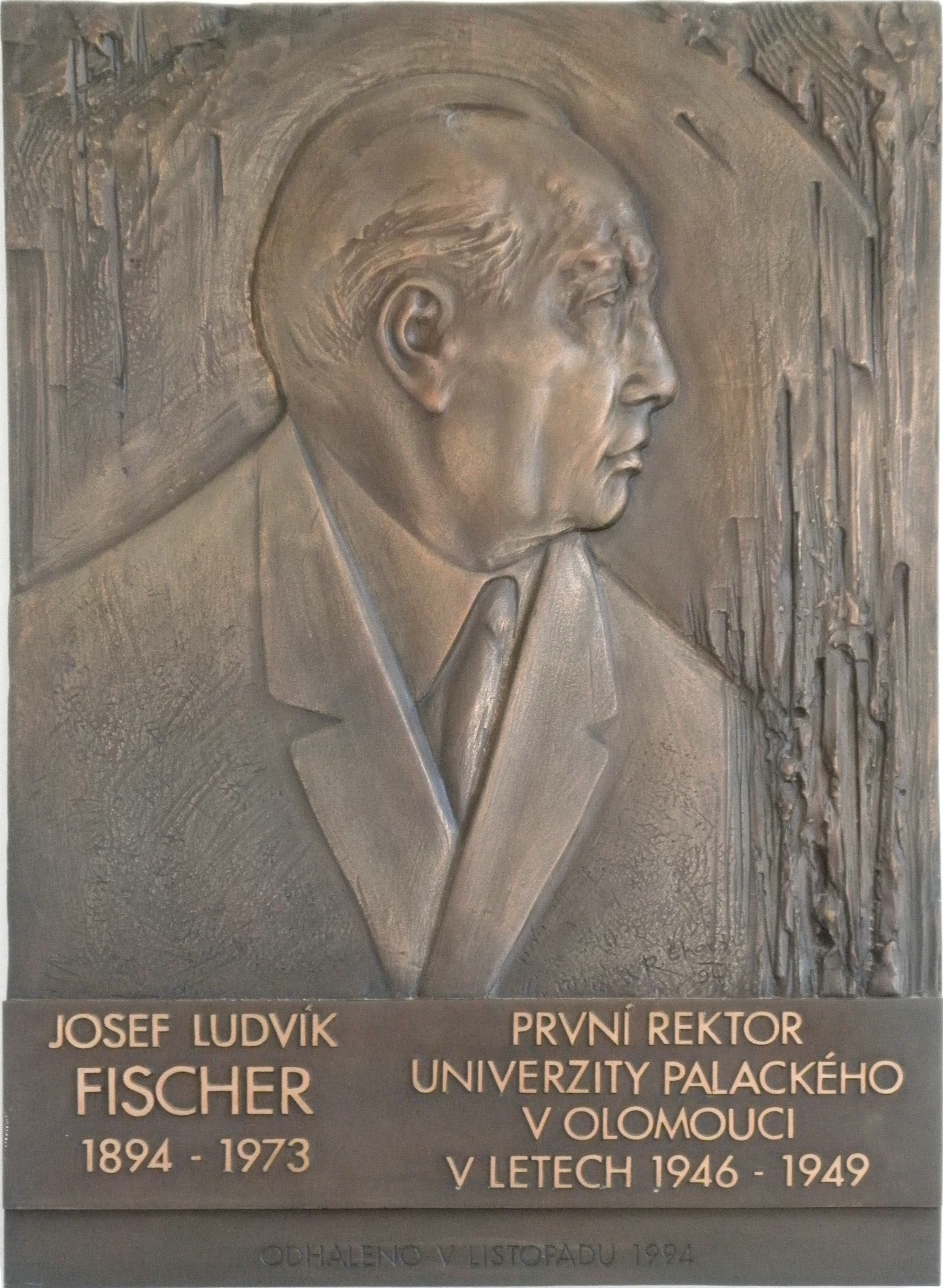
Deze bronzen plaquette werd in 1994 onthuld op de Palacký-Universiteit.

Prof. dr. Josef Ludvik Fischer (Praag, 6 november 1894 - Olomouc, 17 februari 1973) was een Tsjechisch filosoof en socioloog. Tijdens de Tweede Wereldoorlog deed hij een mislukte poging om via Nederland naar Engeland te ontsnappen. Na de oorlog was hij de eerste rector van de vernieuwde Palacký-Universiteit in Olomouc. 
Fischer behaalde in Třeboň (toen nog Wittingau) in 1912 zijn eindexamen. Tijdens zijn studie ging zijn belangstelling eerst naar methodologische vragen van literaire geschiedenis maar al gauw ging dat in de richting van de filosofie. In 1919 behaalde hij zijn doctorsgraad. Fischer was sinds 1935 professor in de filosofie. Hij gaf en organiseerde veel lezingen. In september 1935 werd hij benoemd tot buitengewoon en in oktober 1945 (met terugwerkende kracht tot 1939) hoogleraar sociologie en de geschiedenis van de filosofie.

## Nederland
Op 21 maart 1942 wilde Josef Fischer naar Engeland vertrekken in gezelschap van Mikta Baum, Wilhelmus Blomme, Johannes Frans Goedhart, Cornelis Grashoff, Max Meijers en zijn broer Bernard, Jacob Rechters en Carl Martin Zellermayer. Een deel was joods en een deel was marinier. Hun bootje lag klaar in Simonshaven.
Ze werden door een chauffeur gebracht naar de boerderij van Maarten de Graaff, de pontbaas bij Simonshaven. Het enige angstige moment was bij de Oude Spijkenisserbrug, waar ze een controle verwachtten, maar volgens de chauffeur had hij correcte papieren en er gebeurde inderdaad niets. Terwijl ze zaten te wachten op de invallende duisternis haalde marinier Goedhart papieren tevoorschijn, die hij van een spionagegroep had meegekregen om in Engeland af te leveren.  
Toen bleek dat de Duitsers de boerderij hadden omsingeld, probeerde iedereen te vluchten of zich te verstoppen. Fischer kroop in een kist in de gang. Toen hij na enkele uren de auto's hoorde vertrekken, kwam hij tevoorschijn. De Graaff zei dat hij niet weg hoefde te gaan, hoewel hij kon verwachten dat de Duitsers terug zouden komen. Toen dat gebeurde, kroop hij weer in de kist waar hij niet gevonden werd. Uit wraak namen de Duitsers De Graaff mee en schoten ze zes mannen van de groep dood. De Graaff werd naar een concentratiekamp gestuurd en kwam niet meer terug.
De chauffeur, die hen had verraden, werd op 22 maart 1946 door het Bijzonder Gerechtshof in Rotterdam veroordeeld tot de doodstraf. Het vonnis was echter tien jaar gevangenisstraf. Na zes jaar kwam hij weer vrij.

## Naoorlogs werk
- 1945-1946: Dean of Faculty of Arts aan de Masaryk-universiteit
- 1946-1949: Rector van de Palacký-Universiteit
- 1959-1973: President of Resources for the Future (RFF)

Door de jaren heen heeft Fischer veel gepubliceerd. De laatste werken betroffen zijn visie op Socrates. 